# Tokyo Tapes
Tokyo Tapes – pierwszy album koncertowy Scorpions wydany w roku 1978.

## Opis albumu
To dwupłytowe wydawnictwo jest pierwszym albumem koncertowym w historii grupy. Jest zarazem ostatnim, na którym usłyszeć możemy śpiewne, dzikie i melodyjne dźwięki gitary Uli Johna Rotha. Mimo wcześniejszych wzajemnych animozji na linii zespół - Roth, ten utalentowany i nieprzeciętny gitarzysta dał się namówić na ostatnią, pożegnalną trasę koncertową i właśnie dwa koncerty z tej trasy, mające miejsce 24 i 27 kwietnia 1978 roku w Tokio, zostały tutaj udokumentowane.
Na koncercie został dodatkowo zagrany utwór "Hell Cat", ale można go znaleźć jedynie na nagraniach zarejestrowanych przez fanów.

## Lista utworów

### LP 1
| 1. | "All Night Long"                 | 3:12  |
|    |                                  |       |
| 2. | "Pictured Life"                  | 3:48  |
|    |                                  |       |
| 3. | "Backstage Queen"                | 3:40  |
|    |                                  |       |
| 4. | "Polar Nights"                   | 6:56  |
|    |                                  |       |
| 5. | "In Trance"                      | 5:32  |
|    |                                  |       |
| 6. | "We'll Burn The Sky"             | 8:12  |
|    |                                  |       |
| 7. | "Suspender Love"                 | 3:40  |
|    |                                  |       |
| 8. | "In Search Of The Peace Of Mind" | 3:03  |
|    |                                  |       |
| 9. | "Fly To The Rainbow"             | 9:49  |
|    |                                  |       |
|    |                                  | 47:52 |
|    |                                  |       |

### LP 2
| 1. | "He's A Woman She's A Man" | 5:29  |
|    |                            |       |
| 2. | "Speedy's Coming"          | 3:37  |
|    |                            |       |
| 3. | "Top Of The Bill"          | 6:45  |
|    |                            |       |
| 4. | "Hound Dog"                | 1:23  |
|    |                            |       |
| 5. | "Long Tall Sally"          | 2:34  |
|    |                            |       |
| 6. | "Steamrock Fever"          | 3:44  |
|    |                            |       |
| 7. | "Dark Lady"                | 4:06  |
|    |                            |       |
| 8. | "Kojo No Tsuki"            | 3:56  |
|    |                            |       |
| 9. | "Robot Man"                | 5:50  |
|    |                            |       |
|    |                            | 37:24 |
|    |                            |       |

## Twórcy albumu
- Klaus Meine – wokal
- Rudolf Schenker – gitara rytmiczna
- Ulrich Roth – gitara solowa
- Francis Buchholz – gitara basowa
- Herman Rarebell – perkusja

- Dieter Dierks – producent